# ژروم کوپل
ژروم کوپل (فرانسوی: Jérôme Coppel‎؛ زادهٔ ۶ اوت ۱۹۸۶) یک دوچرخه‌سوار اهل فرانسه است.
از افتخارات وی می‌توان به کسب مدال برنز تایم تریل انفرادی در مسابقات قهرمانی دوچرخه‌سواری جاده جهان ۲۰۱۵ اشاره کرد.